# Мікронеоднорідність пласта
Мікронеоднорідність пласта (рос. микронеоднородность (пласта); англ. microinhomogeneity (of a formation), нім. Mikroinhomogenität f) — зміна параметрів пласта по:
- проникності,
- пустотності,
- нафтогазоводонасиченості,
- ґранулометричного складу,
- карбонатності,
- глинистості і т. д.

в об'ємах, порівняних з розмірами керна.